# The Split Program II
The Split Program II è uno split album del gruppo metalcore Caliban e del gruppo melodic death metal Heaven Shall Burn, entrambi tedeschi. Il disco è stato pubblicato nel 2005 dalla Lifeforce Records.

## Tracce
Part I. Heaven Shall Burn
1. Unleash Enlightment – 5:04
2. No One Will Shed a Tear – 4:41
3. Nyfædd Von – 2:49
4. If This Is a Man – 2:39
5. Downfall of Christ (Merauder cover) – 3:10
6. Destroy Fascism (Endstand cover) – 2:00

Part II. Caliban
1. The Revenge – 3:20
2. Arena of Concealment – 3:18
3. One Day – 2:22
4. A Summer Dream – 4:41
5. One More Lie – 3:36